# John Henry Mackay
John Henry Mackay, também conhecido como Sagitta (Greenock, 6 de fevereiro de 1864 – Stahnsdorf, 16 de maio de 1933) foi um anarquista egoísta, pensador e escritor, nascido na Escócia, educado na Alemanha e autor de Die Anarchisten ("Os Anarquistas") (1891) e Der Freiheitsucher ("O Investigador da Liberdade") (1921). As obras mais reconhecidas de Mackay foram publicadas no periódico Liberty, de seu amigo Benjamin Tucker.

## Vida
Mackay nasceu em Greenock em 6 de fevereiro de 1864. Sua mãe veio de uma próspera família de Hamburgo. Seu pai era um corretor de seguros marítimos escocês que morreu quando a criança tinha menos de dois anos de idade. Mãe e filho então retornaram à Alemanha, onde Mackay cresceu.
Ele ganhou fama como poeta e autor de romances naturalistas. Alguns de seus primeiros poemas atraíram a atenção dos censores por seus sentimentos socialistas, então Mackay os republicou na Suíça.
Durante uma estadia de um ano em Londres (1887/88), descobriu as obras de Max Stirner, cujo livro O único e a sua propriedade quase foi esquecido na segunda metade do século XIX. Stirner logo se tornou o tema de sua vida. Quando uma tradução para o inglês do trabalho de Stirner foi publicada em 1907, James Huneker escreveu: "Ao trabalho de Mackay devemos tudo o que sabemos de um homem que foi completamente engolido pelos anos como se nunca tivesse existido".
Mackay viveu em Berlim a partir de 1896, tornando-se amigo do cientista e co-fundador do Gemeinschaft der Eigenen, Benedict Friedlaender.

Morreu em Stahnsdorf a 16 de Maio de 1933, dez dias depois do episódio nazi da queima de livros no Institut für Sexualwissenschaft de Magnus Hirschfeld. Hitler tinha-se tornado ditador apenas dois meses antes e toda a vibrante cena homossexual alemã tinha cessado. As alegações de que Mackay se suicidou tem sido postas em questão:
Mackay faleceu em 16 de Maio de 1933 no consultório do seu médico, na vizinha da sua própria casa, aparentemente de ataque cardíaco. Sofria ainda de pedras na bexiga.

## Obra e influência

### Filosofia política
Durante uma estadia de um ano em Londres entre 1887 e 1888, Mackay descobriu as obras de Max Stirner, cujo livro O único e a sua propriedade havia sido meramente esquecido na segunda metade do século XIX. Stirner logo se tornou o tema de sua vida. Ele tirou esse filósofo do século 19 da obscuridade escrevendo a primeira e até agora única biografia, Max Stirner - sein Leben und sein Werk (1898), que, no entanto, foi ocasionalmente criticada por falta de referências de fontes e por ser percebida como tom hagiográfico. Porque Mackay se tornou o seguidor mais famoso de Stirner, deu a impressão de que sua concepção de anarquismo individualista, que ele apresentou em seus "Livros da Liberdade" (The Anarchists, The Searcher for Freedom), era baseada nas ideias de Stirner. No entanto, há também correspondência com ideias de escritores como Thomas Jefferson, Ralph Waldo Emerson, Henry David Thoreau e outros, como o liberalismo radical de seu amigo Benjamin Tucker.

### Orientação sexual e sociedade
Usando o pseudónimo de Sagitta, Mackay escreveu um conjunto de obras sobre emancipação pederástica, intituladas Die Buecher der namelosen Liebe ("Livros do Amor sem Nome"). A série foi concebida em 1905 e finalizada em 1913. Publicou ficção com  o mesmo pseudónimo, incluindo o romance pederasta sobre os michês de Berlim, Der Puppenjunge ("O Prostituto") (1926), uma obra que foi considerada realista por Christopher Isherwood, que frequentou a cidade na época, dizendo que "ele retrata uma imagem do submundo sexual de Berlim no início deste século que eu sei, por experiência própria, ser autêntica.".
A partir de 1906, as obras e as teorias de Mackay tiveram forte influência sobre a organização de Adolf Brand, Gemeinschaft der Eigenen. Mackay popularizou a obra de Stirner fora da Alemanha, e sua biografia do filósofo também contribuiu fortemente para a compreensão da obra de Friedrich Nietzsche no mundo de língua inglesa.
Os poemas de duas das conhecidas canções de Richard Strauss, Vier Lieder (Op. 27), escritas como presente de casamento para a sua mulher, Morgen e Heimliche Aufforderung ("Convite secreto") foram escritos por Mackay, inspirado no amor dos rapazes pela música.
Arnold Schoenberg musicou seu poema Am Wegrand.